# دغیرمن‌لی (جیحان)
دغیرمن‌لی {{ترکی|Degirmenli) (به ارمنی: Շոկիե) (به کردی: Şevqiye) یک منطقهٔ مسکونی در ترکیه است که در جیحان واقع شده‌است.